# Grafenwiesen
Grafenwiesen er en kommune i Regierungsbezirk Oberpfalz i den østlige del af den tyske delstat Bayern, med godt 1.600 indbyggere.

## Geografi
Kommunen ligger nord for Bad Kötzting mellem Kaitersberg og Hoher Bogen. Tæt ved byen løber floden Weiße Regen.

### Landsbyer og bebyggelser
| - Grafenwiesen - Berghäuser - Englmühle - Feßmannsdorf - Haiberg - Matheshof | - Schönbuchen - Thürnhofen - Voggendorf - Watzlhof - Zittenhof |